# Buchanan Monument

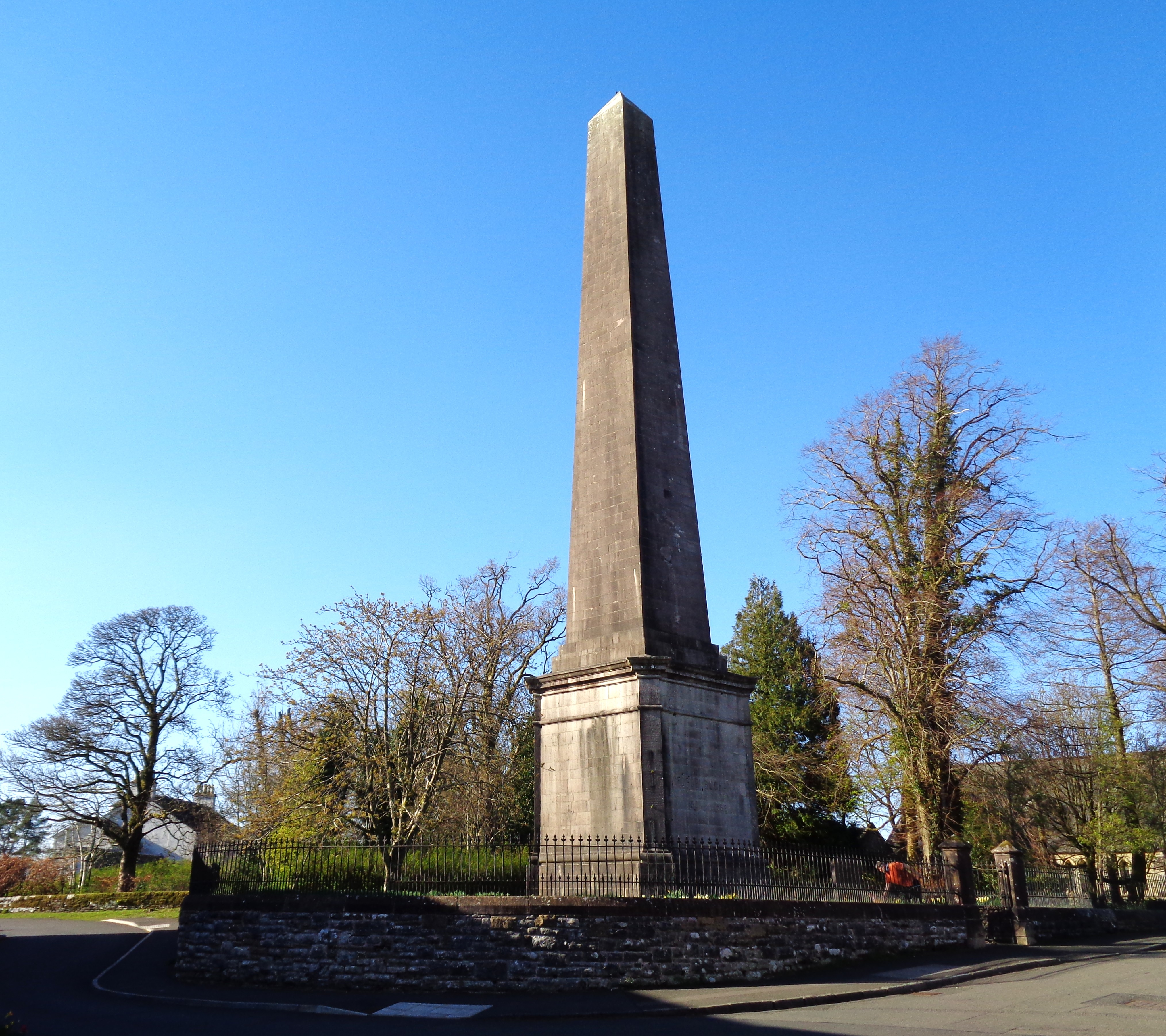
Buchanan Monument

Das Buchanan Monument ist ein Denkmal in der schottischen Ortschaft Killearn in der Council Area Stirling. 1973 wurde das Bauwerk in die schottischen Denkmallisten in der höchsten Denkmalkategorie A aufgenommen. Eine ehemalige zusätzliche Einstufung als Scheduled Monument wurde zwischenzeitlich aufgehoben.

## Beschreibung
Das Buchanan Monument steht an der Balfron Road im Zentrum Killearns. Eine Spende Lord Grahams in Höhe von fünf Guinee zur Errichtung des Denkmals in Gedenken an den schottischen Philosophen und Dichter George Buchanan ist überliefert. Buchanan wurde 1506 in der Umgebung von Killearn geboren. Im Jahre 1850 wurde das Denkmal instand gesetzt.
Bei dem Buchanan Monument handelt es sich um einen 31,4 m Obelisken aus grauem Sandstein. Dieser ruht auf einem Postament, dessen quadratischer Grundriss einen Seitenlänge von 5,8 m aufweist. Für den Entwurf des Denkmals zeichnet der schottische Architekt James Craig verantwortlich.